# حيد امركز (لودر)

تعديل مصدري - تعديل

حيد امركز هي إحدى قرى عزلة زارة بمديرية لودر التابعة لمحافظة أبين، بلغ تعداد سكانها 35 نسمة حسب تعداد اليمن لعام 2004.